# Tăut, Bihor

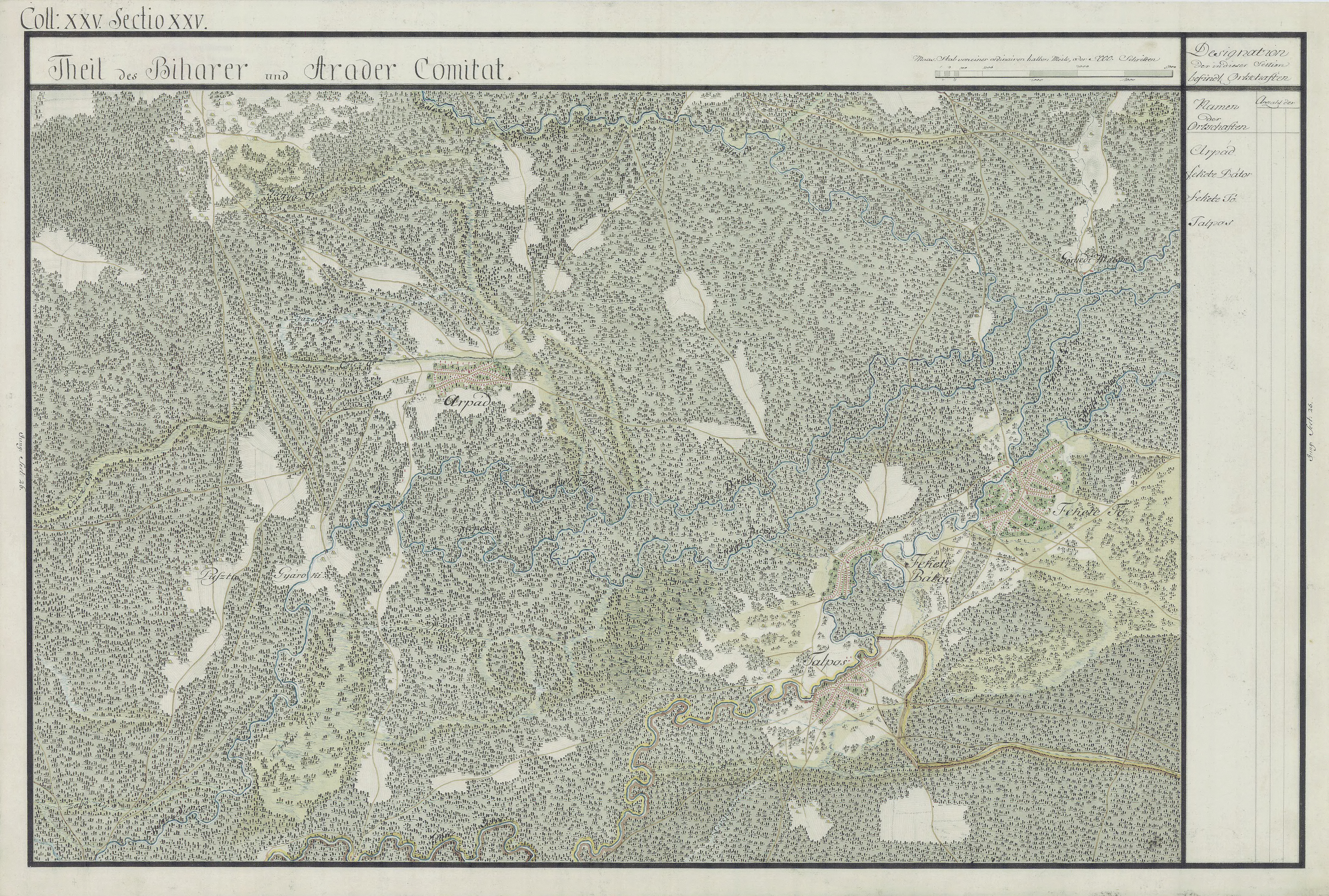
Tăut în Harta Iozefină a Comitatului Arad, 1782-85

Tăut (în maghiară Feketetót, alternativ Feketetóti) este un sat în comuna Batăr din județul Bihor, Crișana, România.
Alături de acest sat din comuna Batăr   mai fac parte si satele  Arpășel, Batăr (reședința), Talpoș.
Prima sa atestare documentară datează din anul 1316. Arhivat în 15 august 2013, la Wayback Machine.

## Monumente istorice
- Biserica Sfântul Gheorghe (sec.XVIII)

 Acest articol despre o localitate din județul Bihor este deocamdată un ciot. Puteți ajuta Wikipedia prin completarea lui.